# Tarento
Tarento (タレント) hay talent (phiên âm tiếng Anh bằng chữ katakana) là những người nổi tiếng xuất hiện thường xuyên trên các phương tiện truyền thông đại chúng tại Nhật Bản, đặc biệt là trên sóng truyền hình. Tại Nhật, khái niệm tarento gần như tương đương với cụm từ "người nổi tiếng" trong tiếng Việt.